# Guiñazú Norte
Guiñazú Norte es una localidad situada en el Departamento Capital, provincia de Córdoba, Argentina. Físicamente, perteneciente al ejido de la municipalidad de Córdoba.

## Ubicación y geografía
El barrio se encuentra a aproximadamente 5 km al norte de la Avenida de Circunvalación. Tiene un trazado de calles algo irregular. Este es el primer barrio del departamento de Córdoba Capital viniendo desde el norte de la ruta 9 norte.  

La región posee sismicidad media; y sus últimas expresiones se produjeron en:
- 22 de septiembre de 1908 (116 años), a las 17.00 UTC-3, con 6,5 Richter, escala de Mercalli VII; ubicación 30°30′0″S 64°30′0″O / -30.50000, -64.50000; profundidad: 100 km; produjo daños en Deán Funes, Cruz del Eje y Soto, provincia de Córdoba, y en el sur de las provincias de Santiago del Estero, La Rioja y Catamarca.

- 16 de enero de 1947 (78 años), a las 2.37 UTC-3, con una magnitud de aproximadamente 5,5 en la escala de Richter (terremoto de Córdoba de 1947)[1]

- 28 de marzo de 1955 (69 años), a las 6.20 UTC-3 con 6,9 Richter: además de la gravedad física del fenómeno se unió el desconocimiento absoluto de la población a estos eventos recurrentes (terremoto de Villa Giardino de 1955)

- 7 de septiembre de 2004 (20 años), a las 8.53 UTC-3 con 4,1 Richter

- 25 de diciembre de 2009 (15 años), a las 21.42 UTC-3 con 4,0 Richter

## Lugares de interés
La Estación Guiñazú del Ferrocarril Belgrano data de la década de 1880 y alberga hoy el CPC Guiñazú, establecido en 1997 debido a la lejanía del CPC Centro América. Al oeste de la estación, sobre el límite con el barrio Villa El Fachinal de Estación Juárez Celman, se levanta una antigua casona de fines del siglo XIX en la cual residió Miguel Juárez Celman, también llamado el Castillo de Juárez Celman.

## Población
La localidad en sí cuenta con una población de 888 habitantes (Indec, 2001), incluyendo Villa Costa Canal 15. Integra parte del aglomerado Villa El Fachinal - Parque Norte - Guiñazú Norte que a su vez integra el área metropolitana del Gran Córdoba. En total cuenta con 4,939 habitantes (Indec, 2001) lo que representa un incremento del 36% frente a los 3,631 habitantes (Indec, 2001) del censo anterior. 

## Libro
En 2016, la escritora Susana Aramburu Valdez escribió un libro del barrio con el objetivo de compartir la historia de una zona que nunca nadie contó sus raíces y para que los jóvenes conozcan donde viven y quiénes fueron los primeros pobladores. Esta publicación se llama "Guiñazú: su historia".

## Calles
Algunas de sus calles interiores son nombradas con instrumentos típicos de Argentina, como lo son el siku, charango, pincullo, ocarina, entre otros. También, hay con nombres de ritmos musicales populares como lo son el gato, chacarera, zamba, etc. Más al norte del barrio, se encuentran calles con nombres de antiguos pobladores del mismo, los cuales en su mayoría provenían de Europa.  

## Celebridades nacidas
- Leonardo Monje[3] - Futbolista
- Susana Aramburu Valdez[4] - Escritora (vivió allí desde sus primeros meses de vida)
- Gabriel Miguel Bordi[5] - Exfutbolista